# دیاگرام اویلر

دیاگرام اویلری که نشانگر روابط بین چیزهای مختلف در منظومه شمسی است.

دیاگرام اویلر (انگلیسی: Euler diagram) روشی نموداری برای نمایش مجموعه‌ها و رابطهٔ بین آن‌ها است و شامل اشکال همپوشان است به شکلی که مساحت هر شکل با تعداد اعضای آن متناسب باشد. دیاگرام اویلر به‌ویژه برای توصیف سلسله‌مراتب‌های پیچیده و توضیحات همپوشان به‌کار می‌رود. دیاگرام اویلر گاه با نمودار ون اشتباه گرفته می‌شود، ولی برخلاف نمودار ون که همهٔ روابط بین مجموعه‌ها را به تصویر می‌کشد، دیاگرام اویلر تنها روابط مرتبط را نمایش می‌دهد.
اولین استفاده از این «دوایر اویلری» به ریاضی‌دان سوئیسی لئونارد اویلر (۱۷۰۷–۱۷۸۳) منسوب است. هم دیاگرام اویلر و هم نمودار ون به عنوان ابزارهای نظریه مجموعه‌ها در جنبش ریاضیات نوین در دهه ۱۹۶۰ به‌کار گرفته شدند.